# سیارک ۱۹۸۱۶
سیارک ۱۹۸۱۶ (به انگلیسی: 19816 Wayneseyfert، نامگذاری:2000SO128) نوزده هزار و هشتصد و شانزدهمین سیارک کشف شده‌است که در ۲۴ سپتامبر ۲۰۰۰ کشف شد.
قدر مطلق سیارک برابر ۱۲.۹ است.